# Scleria veseyfitzgeraldii
Scleria veseyfitzgeraldii är en halvgräsart som beskrevs av E.A.Rob. Scleria veseyfitzgeraldii ingår i släktet Scleria och familjen halvgräs. Inga underarter finns listade i Catalogue of Life.